# Tridactyloidea
Los tridactiloideos (Tridactyloidea) son una superfamilia de insectos ortópteros celíferos.

## Familias
Según Orthoptera Species File (30 de marzo de 2010:
- Cylindrachetidae Giglio-Tos, 1914
- Ripipterygidae Ander, 1939
- Tridactylidae Brullé, 1835